# Campeonato Mundial de Ciclismo en Pista de 1902
El X Campeonato Mundial de Ciclismo en Pista se celebró en Roma (Italia) el 15 de agosto y Berlín (Alemania) el 22 de agosto de 1902 bajo la organización de la Unión Ciclista Internacional (UCI), la Federación Italiana de Ciclismo y la Federación Alemana de Ciclismo.
En total se disputaron 4 pruebas, 2 para ciclistas profesionales y 2 para ciclistas aficionados o amateur.

## Medallistas

### Profesional
| Evento      | Oro                          | Plata                        | Bronce                 |
| ----------- | ---------------------------- | ---------------------------- | ---------------------- |
| Velocidad   | Thorvald Ellegaard Dinamarca | Harie Meijers · Países Bajos | Pietro Bixio Italia    |
| Medio fondo | Thaddäus Robl Alemania       | Émile Bouhours Francia       | Edouard Taylor Francia |

### Amateur
| Evento      | Oro                       | Plata                  | Bronce                |
| ----------- | ------------------------- | ---------------------- | --------------------- |
| Velocidad   | Charles Piard Francia     | Léon Delaborde Francia | Orla Nord Dinamarca   |
| Medio fondo | Alfred Görnemann Alemania | Fritz Keller Alemania  | Johan Diehle Alemania |

## Medallero
| Núm. | País         | Oro | Plata | Bronce | Total |
| ---- | ------------ | --- | ----- | ------ | ----- |
| 1    | Alemania     | 2   | 1     | 1      | 4     |
| 2    | Francia      | 1   | 2     | 1      | 4     |
| 3    | Dinamarca    | 1   | 0     | 1      | 2     |
| 4    | Países Bajos | 0   | 1     | 0      | 1     |
| 5    | Italia       | 0   | 0     | 1      | 1     |
|      | TOTAL        | 4   | 4     | 4      | 12    |